# Myosotis robusta
Myosotis robusta är en strävbladig växtart som beskrevs av David Don. Myosotis robusta ingår i släktet förgätmigejer, och familjen strävbladiga växter. Inga underarter finns listade i Catalogue of Life.